# 이미지 노이즈

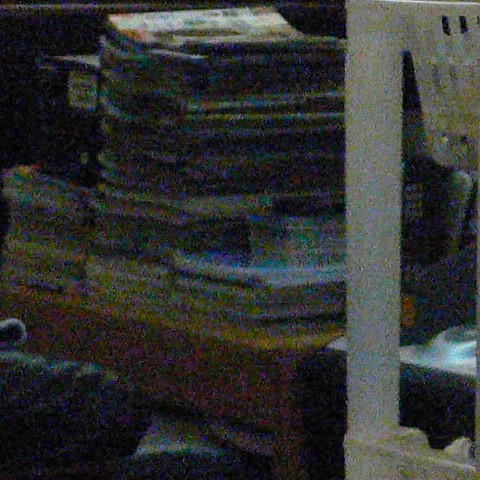
디지털 카메라에서 들어온 이미지의 뚜렷하게 보이는 노이즈

이미지 노이즈(image noise)는 이미지의 밝기나 색상 정보의 무작위 변화이며 일반적으로 전자 노이즈의 한 측면이다. 스캐너나 디지털 카메라의 이미지 센서와 회로에 의해 생성될 수 있다. 이미지 노이즈는 필름 그레인과 이상적인 광자 검출기의 피할 수 없는 샷 노이즈에서도 발생할 수 있다. 이미지 노이즈는 원하는 정보를 모호하게 만드는 이미지 캡처의 바람직하지 않은 부산물이다. 일반적으로 "이미지 노이즈"라는 용어는 3D 이미지가 아닌 2D 이미지의 노이즈를 나타내는 데 사용된다.
"노이즈"의 원래 의미는 "원치 않는 신호"였다. AM 라디오에서 수신되는 신호의 원치 않는 전기적 변동으로 인해 가청 소음("정적")이 발생했다. 비유적으로 원치 않는 전기적 변동을 "노이즈"라고도 한다.
이미지 노이즈는 좋은 조명에서 촬영한 디지털 사진의 거의 감지할 수 없는 얼룩에서부터 정교한 처리를 통해 소량의 정보를 파생할 수 있는 거의 전적으로 노이즈인 광학 및 전파천문 이미지에 이르기까지 다양하다. 이러한 노이즈 수준은 피사체를 식별하는 것조차 불가능하기 때문에 사진에서는 허용될 수 없다.

## 같이 보기
- 압축 가공물